# Soloe sexmaculata
Soloe sexmaculata är en fjärilsart som beskrevs av Carl Plötz 1880. Soloe sexmaculata ingår i släktet Soloe och familjen nattflyn. Inga underarter finns listade i Catalogue of Life.